# Dirofilaria immitis
Dirofilaria immitis es el nombre de un nemátodo parásito del perro, que es su hospedador definitivo, pero puede infestar gatos, ganado, zorros, coyotes, hurones, leones marinos y, en muy raras ocasiones, al ser humano. La etapa reproductiva del ciclo de vida del parásito adulto reside principalmente en las arterias pulmonares y el ventrículo derecho del corazón animal, en el que pueden vivir durante muchos años, causando la dirofilariasis canina. La infección del corazón puede resultar en trastornos graves para el hospedador.

## Transmisión
La D. immitis es transmitida por la picada de un mosquito y en humanos forma una lesión en el pulmón que puede producir trombosis y, muy excepcionalmente, en el corazón. La lesión pulmonar se observa en la radiografía de pulmón como lesiones granulomatosas en forma de pilas de monedas, de forma muy similar a como se vería una lesión maligna requiriendo a veces operaciones que revelan una infección parasitaria en vez de cáncer. No existen pruebas de laboratorio que diagnostiquen una dirofilariasis.

Ciclo de vida de Dirofilaria immitis

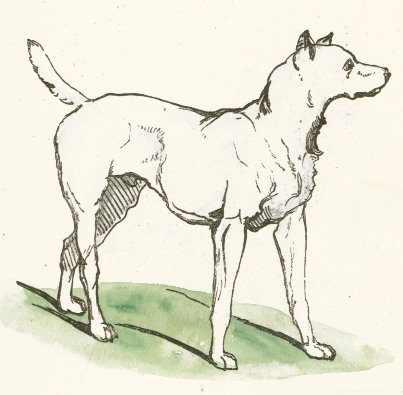
El perro constituye el hospedador definitivo del agente etiológico.

La transmisión por el mosquito puede ser controlada combatiendo al vector y en perros se puede tratar profilacticamente con el antihelmíntico ivermectina. D. immitis es transmitida por numerosas especies de mosquitos, incluidas en varios géneros, entre ellos: Culex, Aedes, Anopheles, Mansonia y Psophora.

## Ciclo de vida
Los adultos de D. immitis (están en estado L5) suelen residir en la arteria pulmonar y, en las infecciones graves, en el ventrículo derecho, de su huésped definitivo: el perro. Las hembras pueden medir entre 25 y 30 cm y los machos entre 15 y 18 cm. Tras el apareamiento la hembra libera microfilarias (que, según el autor están en L1) al torrente sanguíneo del huésped. El flujo sanguíneo lleva las microfilarias lejos del corazón, y debido a su pequeño tamaño pasan fácilmente por los vasos pequeños.
Una vez dentro del mosquito, las microfilarias pasan por dos mudas (de L1 a L2 y finalmente a L3) durante un periodo de 8 a 17 días. La larva resultante (L3) es infecciosa, y se transmite al nuevo hospedero mientras el mosquito pica al nuevo hospedero. El parásito aprovecha los tejidos del hospedero para realizar otra muda (de L3 a L4). Esto ocurre después de 1 a 12 días de la infección- La muda final demora de 50 a 68 días tras la infección (De L4 a L5). La filaria en L5 es inmadura, para alcanzar la madurez final migra al corazón y a los pulmones donde madura y se aparea.
Pasado entre 6 a 7 meses de la infección el hospedero es microfilaremico. Eso no quiere decir que en ese momento haya iniciado los síntomas, ya que a los 2 a 3 meses tras la infección el parásito en L5 empieza a entrar al sistema vascular. Es más fácil detectar el parásito en sangre periférica en tiempos de verano y al atardecer debido a la periodicidad de las filarias. El tiempo de vida de la microfilaria es de 30 meses, menor a la de una Dirofilaria immitis adulta que viven hasta los 5 años.
Este ciclo se puede ver afectado por la temperatura.  No se ve que el parásito haga metamorfosis a L3 en temperaturas inferiores a 14 °C. El parásito encuentra óptimo temperaturas de 27 °C para hacer su metamorfosis. Esto hace que la enfermedad sea limitada y estacional.